# Dieter Burdenski
Dieter Burdenski (født 26. november 1950 i Bremen, Vesttyskland, død 9. oktober 2024) var en tysk fodboldspiller (målmand).
Han spillede i hele 16 sæsoner hos Werder Bremen i Bundesligaen, og havde desuden kortere ophold hos Schalke 04, Arminia Bielefeld, svenske AIK Stockholm og hollandske Vitesse. Med Werder vandt han i 1988, det sidste af sine mange år i klubben, det tyske mesterskab.
Burdenski spillede desuden tolv kampe for Vesttysklands landshold. Han var med på de tyske hold ved både VM i 1978 i Argentina og EM i 1984 i Frankrig, men var ved begge turneringerne reservemålmand og kom ikke på banen.

## Titler
Bundesligaen
- 1988 med Werder Bremen